# Sziget hajóvonal (Budapest)
A budapesti Sziget jelzésű dunai hajójárat (2013-ban jelöletlenül, 2014-ben D22-es jelzéssel, 2015–16-ban Sziget 2-es jelzéssel) a Jászai Mari tér (Margit híd) és az Óbudai-sziget között közlekedett a Sziget Fesztivál idején. A viszonylatot a Budapesti Közlekedési Zrt. üzemeltette.

## Menetrend
A hajójárat menetrendje a 2019-es Sziget Fesztivál idején.
| Indulási időpontok augusztus 7-én és 8-án | Indulási időpontok augusztus 7-én és 8-án | Indulási időpontok augusztus 7-én és 8-án | Indulási időpontok augusztus 7-én és 8-án | Indulási időpontok augusztus 7-én és 8-án |
| ----------------------------------------- | ----------------------------------------- | ----------------------------------------- | ----------------------------------------- | ----------------------------------------- |
| Óbudai-sziget felé:                       | 16:00–23:45, 15 percenként                |                                           |                                           |                                           |
| Jászai Mari tér (Margit híd) felé:        | 16:30–0:15, 15 percenként                 |                                           |                                           |                                           |
| Indulási időpontok augusztus 9–13. között |                                           |                                           |                                           |                                           |
| Óbudai-sziget felé:                       | 14:30–1:45, 15 percenként                 |                                           |                                           |                                           |
| Jászai Mari tér (Margit híd) felé:        | 15:00–2:15, 15 percenként                 |                                           |                                           |                                           |

## Megállóhelyei
| 0  | Óbudai-sziget végállomás                | 30 |                                        |
| 27 | Jászai Mari tér (Margit híd) végállomás | 0  | 2, 4-6 9, 26, 91, 191, 226, 291 75, 76 |